# معركة كبكابية
معركة كبكابية هي معركة مستمرة في كبكابية بولاية شمال دارفور بالسودان خلال اشتباكات السودان 2023.

## خلفية
في مايو 2015، أدى اشتباك بين رجال الميليشيات وقوات حركة التحرير والعدالة في كبكابية إلى وقوع إصابات.  كما استمرت الهجمات على المزارعين.  كما تم الإبلاغ عن عمليات اختطاف.  تم تهجير اللاجئين من المنطقة. 

## المعركة
بحلول 23 أبريل 2023، أصبحت المدينة تحت سيطرة قوات الدعم السريع.  قُتل ثلاثة موظفين في برنامج الأغذية العالمي بعد أن وقعوا في تبادل إطلاق النار في قاعدة عسكرية. وأصيب اثنان آخران من الموظفين. 